# Idelfonso Ramos
Gral. Ildefonso Ramos fue un militar mexicano que participó en la Revolución mexicana. Fue general constitucionalista de las fuerzas de Álvaro Obregón, formando parte de la Brigada Maycotte. 